# Marcin Zboży Zakrzewski (zm. 1704)
Marcin Zboży Zakrzewski herbu Ogończyk (zm. w 1704 roku) – kasztelan słoński w latach 1688-1702, podczaszy brzeskokujawski w latach 1670-1687.
Członek konfederacji województw kujawskich w 1670 roku.